# Mănăstirea Xenofont

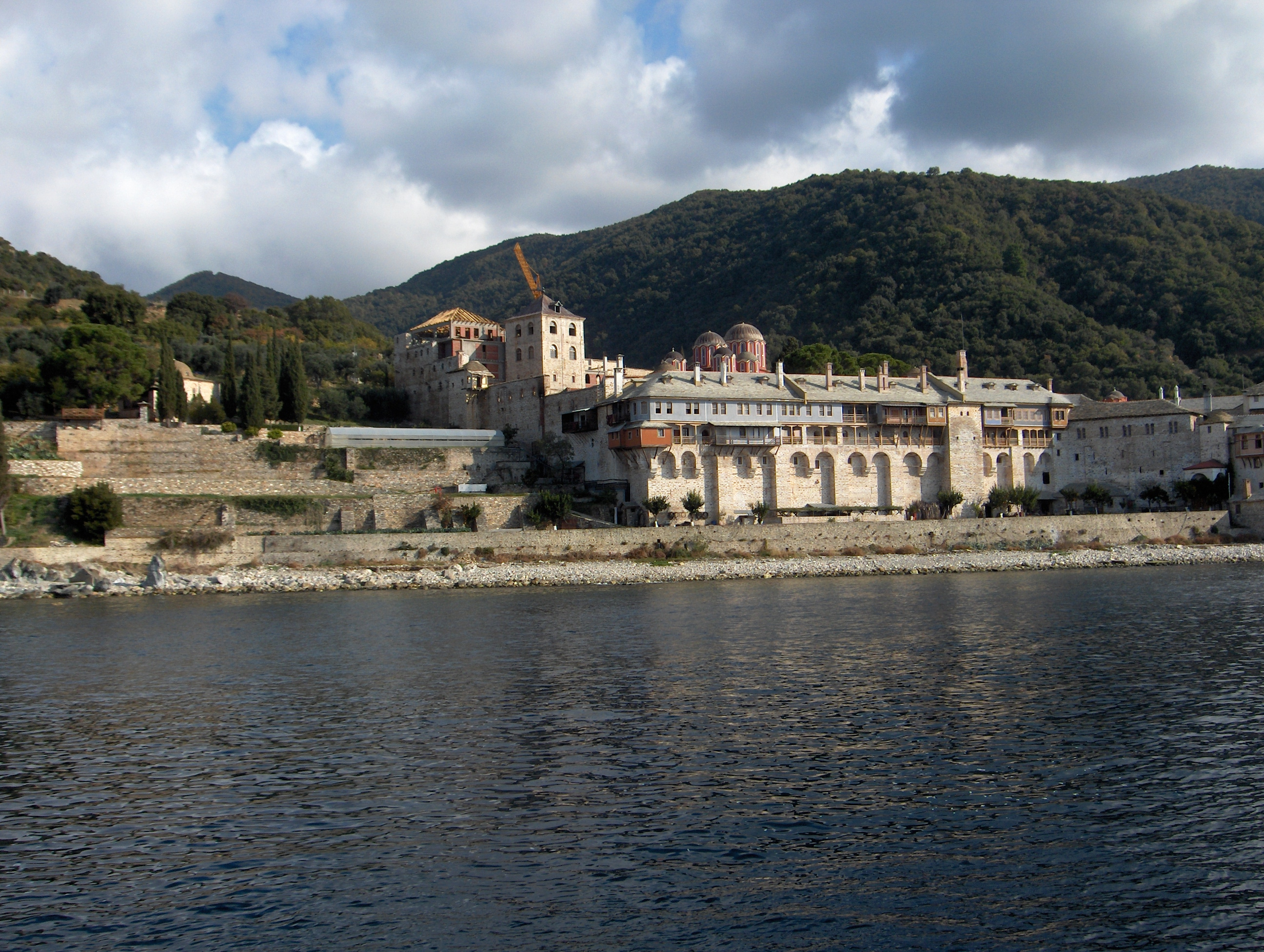

Mănăstirea Xenofont (în greacă Ξενοφώντος) este o mănăstire ortodox creștină în statul monahal de pe Muntele Athos din Grecia. A fost construită în secolul X sau XI. Mănăstirea are 11 capele în interior și 6 în exterior. Mănăstirea este a 16-a în ierarhia mănăstirilor athonite.